# 上毛町
上毛町（日语：／ Kōge machi */?）是位于福岡縣東部，屬築上郡的一町。設立于2005年10月11日，由新吉富村與大平村合併誕生；名稱則源自明治時代前的地名上毛郡。
由於在江戶時代上毛町為中津藩的領地，直到明治時代以山國川為界，將兩側分別劃入福岡縣及大分縣，但上毛町仍與中津市屬於共同的生活圈，約有20%的居民是到中津市工作或就學。

## 历史

### 年表
- 1889年4月1日：實施町村制，現在的轄區在當時分屬：上毛郡西吉富村、南吉富村、唐原村、友枝村。
- 1896年2月26日：上毛郡和築城郡合併為築上郡。
- 1955年3月1日：西吉富村和南吉富村合併為新吉富村。
- 1955年4月1日：唐原村和友枝村合併為大平村，村名取自當時唐原村和友枝村之間的大平山。
- 2005年10月11日：大平村和新吉富村合併為上毛町。

### 變遷表
| 1889年以前 | 1889年4月1日   | 1896年2月26日  | 1896年 - 1926年 | 1926年 - 1944年 | 1945年 - 1954年 | 1955年 - 1988年       | 1989年 - 現在         | 現在                  |
| ---------- | -------------- | -------------- | --------------- | --------------- | --------------- | --------------------- | --------------------- | --------------------- |
|            | 上毛郡西吉富村 | 築上郡西吉富村 | 築上郡西吉富村  | 築上郡西吉富村  | 築上郡西吉富村  | 1955年3月1日 新吉富村 | 2005年10月11日 上毛町 | 2005年10月11日 上毛町 |
|            | 上毛郡南吉富村 | 築上郡南吉富村 | 築上郡南吉富村  | 築上郡南吉富村  | 築上郡南吉富村  | 1955年3月1日 新吉富村 | 2005年10月11日 上毛町 | 2005年10月11日 上毛町 |
|            | 上毛郡友枝村   | 築上郡友枝村   | 築上郡友枝村    | 築上郡友枝村    | 築上郡友枝村    | 1955年4月1日 大平村   | 2005年10月11日 上毛町 | 2005年10月11日 上毛町 |
|            | 上毛郡唐原村   | 築上郡唐原村   | 築上郡唐原村    | 築上郡唐原村    | 築上郡唐原村    | 1955年4月1日 大平村   | 2005年10月11日 上毛町 | 2005年10月11日 上毛町 |

## 交通

### 道路
高速道路
- 東九州自動車道：大平休息區

## 本地出身之名人
- 吉田あい：排球選手
- 川崎哲平：音樂家